# Kamena ploča s natpisom Radovca Vukanovića u Gornjem Hutovu
Kamena ploča s natpisom Radovca Vukanovića, nacionalni spomenik Bosne i Hercegovine nalazi se u mjestu Gornje Hutovo u općini Neum. 
Prema arheologu Pavlu Anđeliću ploča je nastala u 15. stoljeću. Poznata je od kraja 19. stoljeća kada ju je objavio Vid Vuletić Vukasović u Starinaru Srpske akademije nauka 1884. godine i N. Jorga u Notes II, 61. Obišao ju je i zabilježio Šefik Bešlagić, a s komentarima objavio Marko Vego. Do 1991. stajala je in situ, na prirodnoj stijeni u Novkovića klancu, uz zapadni rub polja Zablatka, koje se nalazi južno od glavnog puta Stolac – Hutovo – Velja Međa (Popovo polje), u Donjem Hutovu, oko 2 km od Gornjeg Hutova. Natpis je nepravilne gornje plohe dimenzija: dužine 1,9 m, širine od 2 do 0,60 m, a pisan je bosančicom. Prema Marku Vegi glasi: ASE PIŠE RADOVAC VUKANOVIĆ KUJI ZNAH CARINU U VOJVODE I DOK MU NE ZGRIŠIH PRIJATELJE NE IZGUBIH. Natpis spominje Radovca Vukanovića, carinika vojvode Radoja (1430.–1445.) ili Vukašina Nikolića (1436.–1453.), a potvrdio je postojanje carine u Zablatku.
Kamena ploča bila je udaljena oko 2 km od srednjovjekovne nekropole na lokalitetu Crkvina u Hutovu, a 1991. premještena je u dvorište crkve.